# فوكوشيما-كو
فوكوشيما-كو (باليابانية: 福島区) هو حي في اليابان، يقع في أوساكا، بلغ عدد سكانه 74,381 نسمة وذلك حسب إحصائيات سنة 2017، تبلغ مساحته 4.67 كيلومتر مربع.